# 1987 au Manitoba
Chronologie du Manitoba
- 1983
- 1984
- 1985
- 1986
- 1987
- 1988
- 1989
- 1990
- 1991

Cette page concerne des événements d'actualité qui se sont produits durant l'année 1987 dans la province canadienne du Manitoba.

## Politique
- Premier ministre : Howard Pawley
- Chef de l'Opposition :
- Lieutenant-gouverneur : Pearl McGonigal puis George Johnson
- Législature :

## Naissances

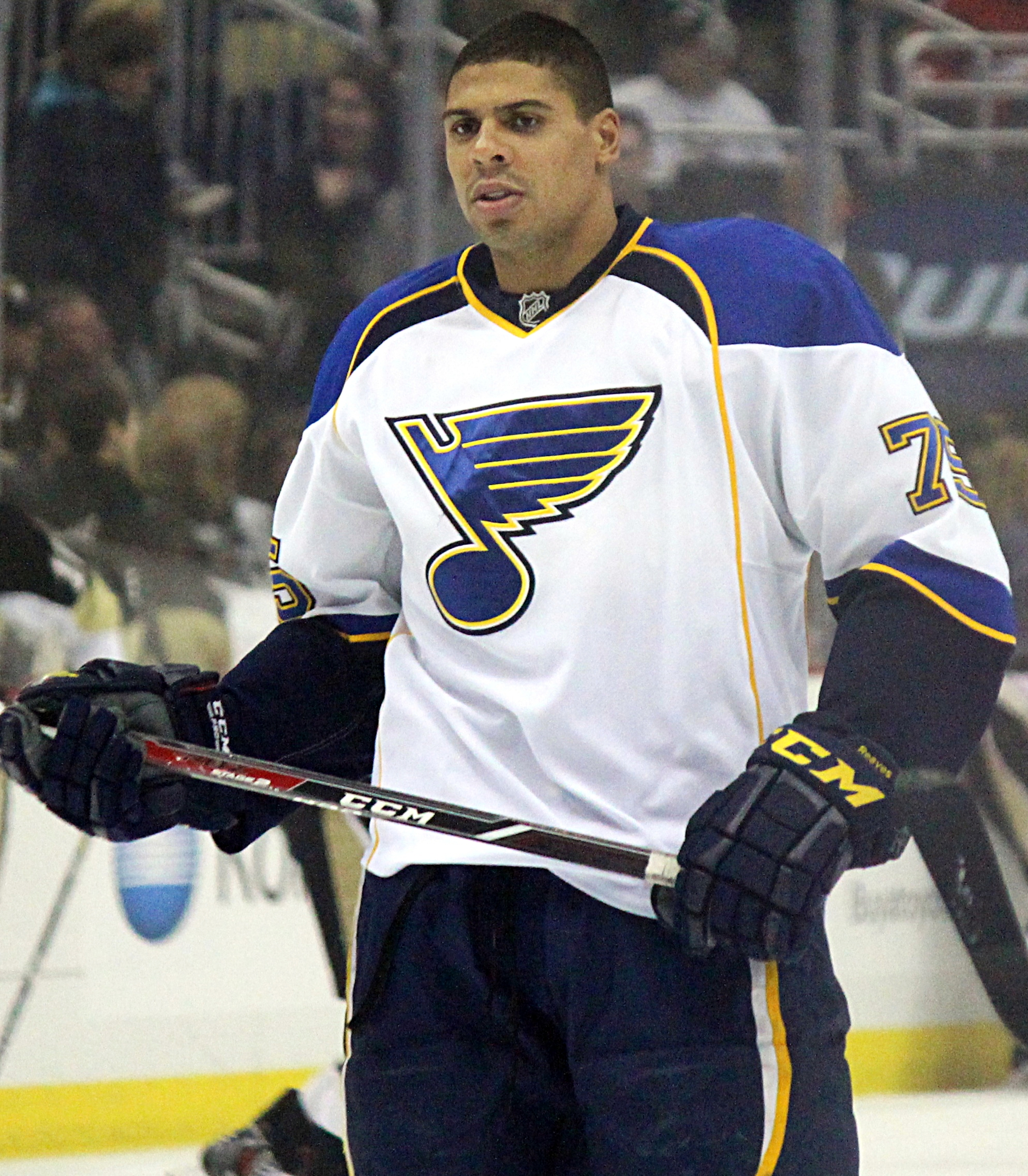
Ryan Reaves

- 20 janvier : Ryan Reaves (né à Winnipeg) est un joueur professionnel de hockey sur glace canadien.
- 21 janvier : Darren Helm (né à Winnipeg) est un joueur professionnel de hockey sur glace canadien[1].
- 15 février : Myles Stoesz (né à Steinbach) est un joueur professionnel de hockey sur glace évoluant à la position d'ailier gauche.
- 1er mai : Gord Baldwin (né à Winnipeg) est un joueur professionnel de hockey sur glace évoluant au poste de défenseur.
- 31 juillet : Desiree Rose Marie Scott (née à Winnipeg) est une joueuse de football (de soccer) canadienne évoluant au poste de milieu de terrain. Elle joue pour le FC Kansas City et elle est membre de l'Équipe du Canada de soccer féminin (53 sélections en date du 12 janvier 2013).
- 17 septembre : Codey Burki (né à Winnipeg) est un joueur professionnel de hockey sur glace canado-suisse. Il évolue au poste de centre.
- 18 septembre : Brock Trotter (né à Brandon) est un joueur professionnel canadien de hockey sur glace.

## Décès
- 5 janvier : Frank Stack, né le 1er janvier 1906 à Winnipeg, mort dans la même ville, est un patineur de vitesse canadien. Il est notamment médaillé de bronze sur 10 000 mètres aux Jeux olympiques d'hiver de 1932.